# Comarca de Ciudad Rodrigo
La comarca de Ciudad Rodrigo és una comarca de la província de Salamanca (Castella i Lleó). Els seus límits no es corresponen amb una divisió administrativa. Es compon de les subcomarques de La Socampana, Campo de Argañán, Campo de Yeltes, Campo de Agadones, Campo de Robledo i El Rebollar.